# Lake Erie AVA
Lake Erie AVA (anerkannt seit dem 21. November 1983) ist ein Weinbaugebiet in den Bundesstaaten New York, Ohio und Pennsylvania.
Seit dem frühen 19. Jahrhundert wird an der Südküste des Eriesee Weinbau betrieben. Dominiert wird der Rebsortenspiegel seit jeher von der minderwertigen Concord. Während der Prohibition konnten einige Weinbauern nur dadurch überleben, Beeren für den Hausgebrauch zu verkaufen oder aber Wein illegal nach Kanada zu schmuggeln.
Nach der Prohibition konnte der Weinbau nur sehr schwer Tritt fassen.
Das insgesamt kühle Weinbauklima wirkt sich in der Wahl der Rebsorten aus. Neben sehr winterharten und frühreifenden französischen Hybridreben oder lokalen Neuzüchtungen fällt die Wahl vermehrt auf frühreifende europäische Edelreben, ⁣⁣um die Qualität der Weine zu verbessern.